# Lumbrales
Lumbrales ist eine westspanische Gemeinde (municipio) in der Provinz Salamanca in der Autonomen Gemeinschaft Kastilien-León. 2024 hatte die Gemeinde 1.510 Einwohner.

## Lage
Lumbrales liegt etwa 95 Kilometer westlich von Salamanca in einer Höhe von ca. 675 m nahe der portugiesischen Grenze.
Der nördliche Teil der Gemeinde gehört zum Naturpark Parque Natural de las Arribes del Duero.
Das Klima ist mäßig. Es fällt Regen in einer mittleren Menge (ca. 559 mm/Jahr).

## Bevölkerungsentwicklung
| Jahr      | 1900 | 1950 | 1960 | 1970 | 1981 | 1991 | 2001 | 2011 | 2021 |
| Einwohner | 3048 | 3739 | 3720 | 3109 | 2477 | 2443 | 2152 | 1894 | 1550 |

## Sehenswürdigkeiten

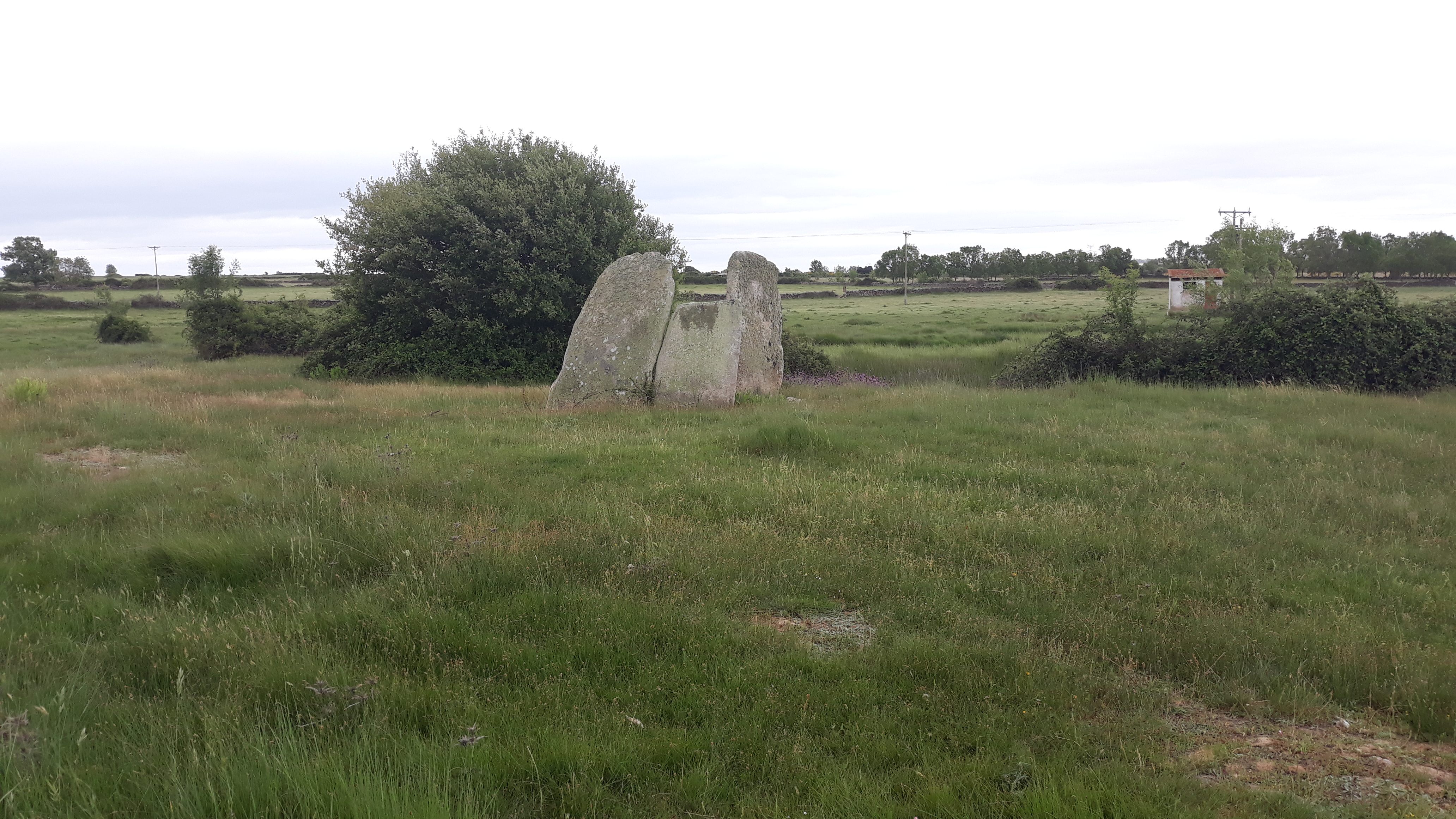
Dolmen von La Nava del Hito
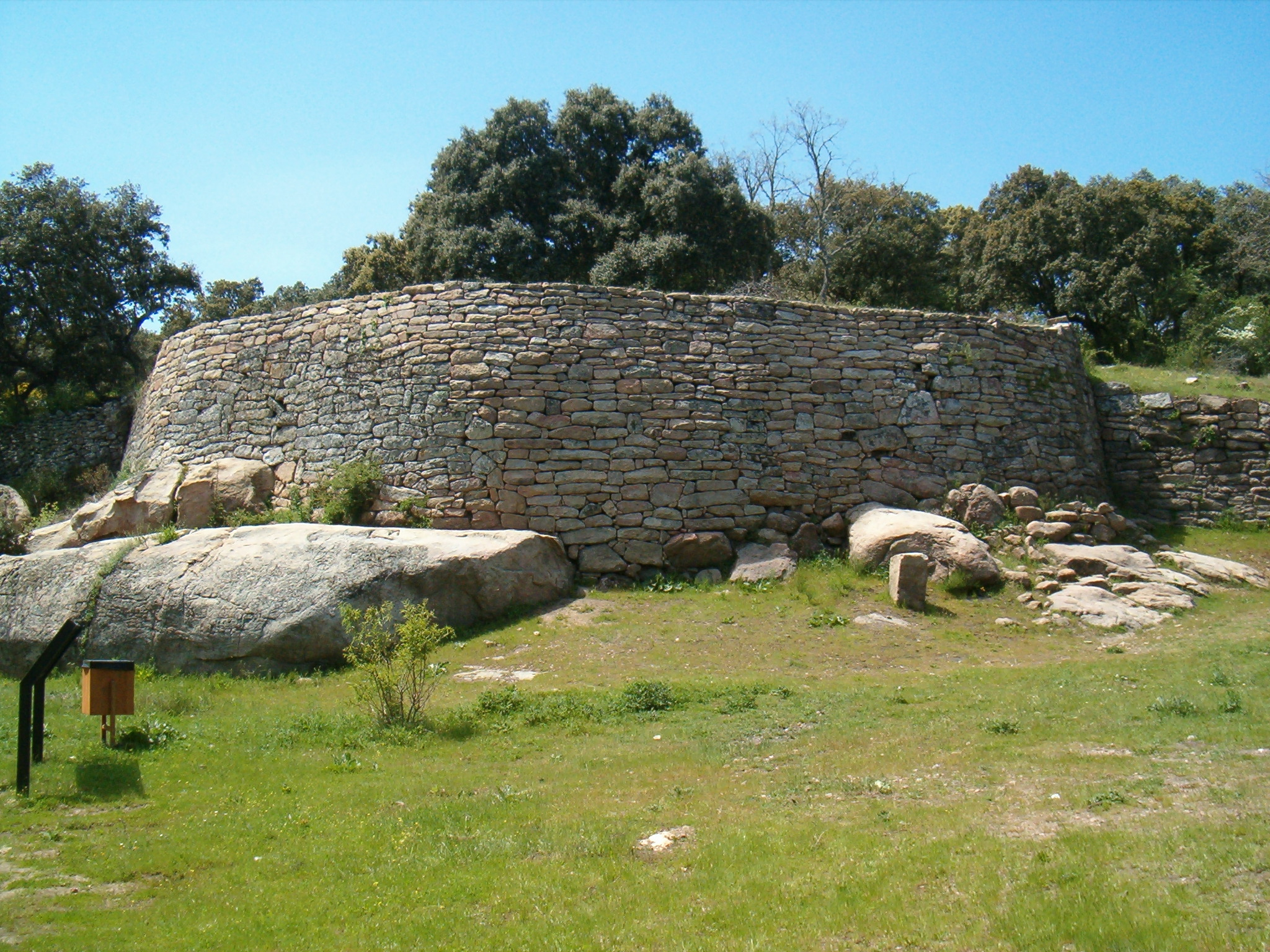
Reste der Festung von Las Merchanas
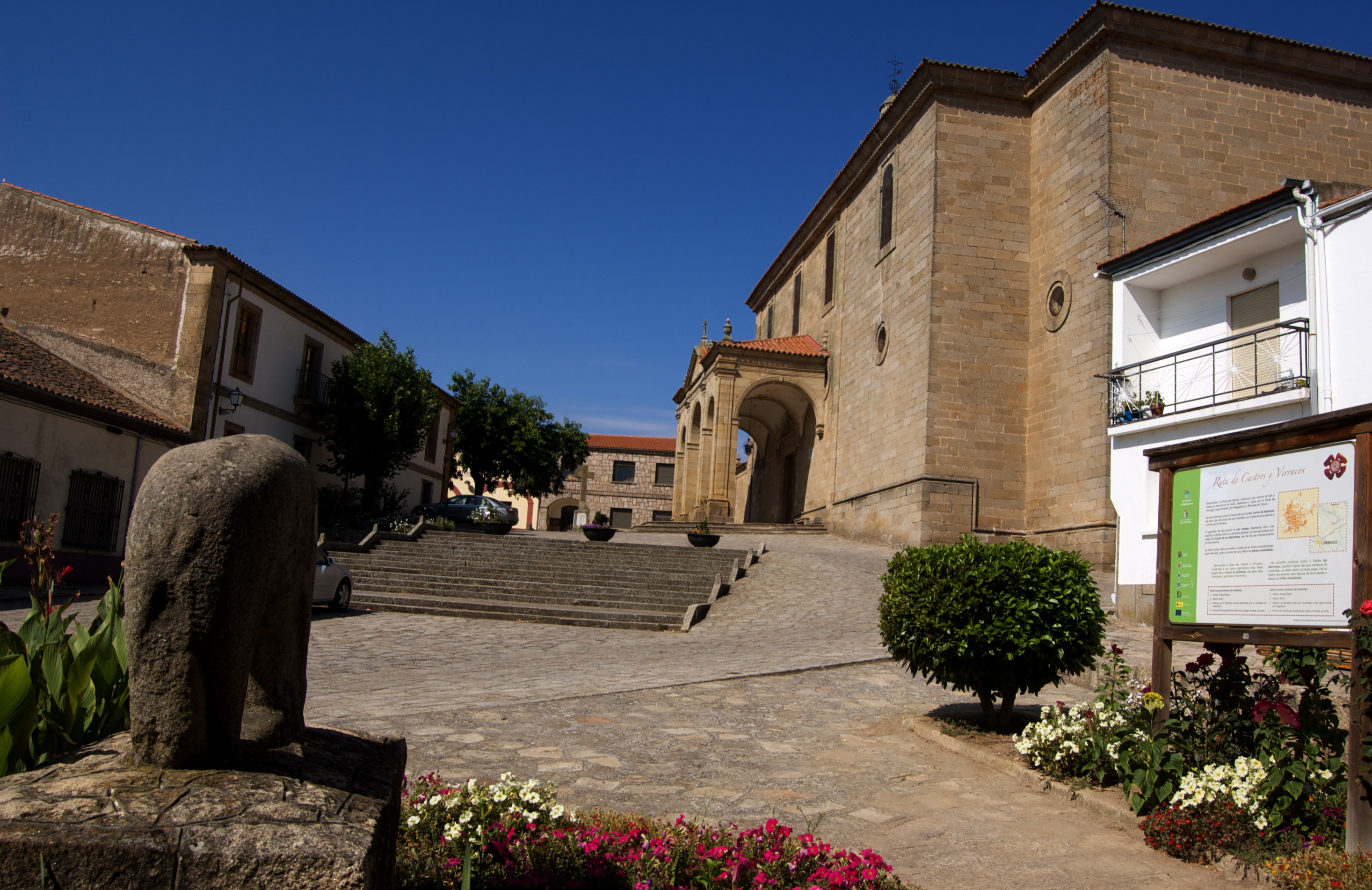
Kirche Mariä Himmelfahrt (Iglesia de Nuestra Señora de la Asunción)
- Platz mit dem Uhrenturm
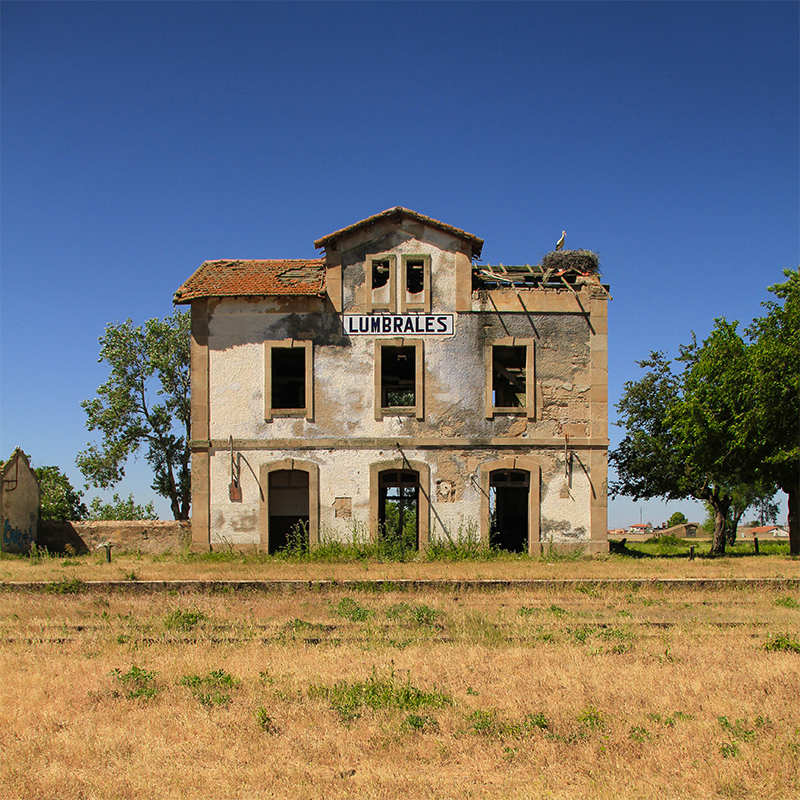
Alte Bahnstation

- Dolmen von La Nava del Hito
- Festung Las Merchanas
- Kirche Mariä Himmelfahrt
- Verlassene Bahnstation

## Persönlichkeiten
- Andrés del Corral (1748–1818), Anthropologe und Archäologe
- Basilio Martín Patino (1930–2017), Regisseur
- Álvaro García Ortiz (* 1967), Jurist, spanischer Generalstaatsanwalt